# توماش کواس
توماش کواس (انگلیسی: Tomasz Kłos؛ زادهٔ ۷ مارس ۱۹۷۳) یک بازیکن فوتبال، و ورزشکار اهل لهستان است.
وی همچنین در تیم ملی فوتبال لهستان بازی کرده‌است.